# Шейнис, Лев Исаевич
Лев Исаевич Шейнис (фр. Léon Cheinisse; 8 февраля 1871, Липканы, Хотинский уезд, Бессарабская область — 14 ноября 1924, Париж) — русский и французский учёный-медик, автор трудов в области патологической физиологии, терапии внутренних болезней, психиатрии и уголовной антропологии, учёный в области криминального права, журналист и публицист. Доктор медицины (1897) и права (1914).

## Биография
Родился в семье выпускника Житомирского казённого еврейского училища (1866), инспектора государственной еврейской школы и раввина местечка Липканы Шаи Лейбовича Шейниса. В конце 1880-х годов семья переехала в Шаргород, где отец был избран казённым раввином. Изучал медицину в Университете Монпелье, по окончании которого в 1891 году был экстерном и в 1892—1896 годах интерном в университетской больнице. Получил степень доктора медицины в 1897 году. Был удостоен премии Бюиссона за работу «Essai sur le rôle de la fièvre dans les maladies infectieuses» (роль лихорадки в инфекционных заболеваниях), которая была опубликована отдельной монографией. До 1898 года работал в больнице Сен-Зашари.
Поселившись в Париже, в 1898—1900 годах был секретарём редакционной коллегии, а в 1900—1914 годах главным редактором еженедельного медицинского научного журнала «La semaine médicale», в котором поместил 62 собственных научных труда; затем работал в редколлегии журнала «Presse médicale». Одновременно заведовал отделением внутренних болезней в больнице. С 1900 года — профессор в парижской Русской высшей школе общественных наук, на протяжении нескольких лет вёл курс уголовной антропологии и серию лекций «Биологические и социальные факторы преступности» в курсе социальной криминологии. Опубликовал ряд трудов и две монографии в области уголовной антропологии, в которых противостоял школе Ломброзо и подчёркивал значение социальных факторов в генезисе преступности.
На протяжении многих лет (1908—1924) был корреспондентом «Журнала американской медицинской ассоциации», член Комитета фтизиаторов Франции, секретарь журнала «Военно-медико-хирургическое обозрение». Состоял постоянным сотрудников нескольких русских ежемесячных журналов («Вестник воспитания», «Мир Божий», «Вестник Европы», «Вестник знания», «Русское богатство», «Русская мысль», «Правда»), сотрудничал в Еврейской энциклопедии Брокгауза и Ефрона, в испанских журналах «Archivos de Medicina», «Los progressos dela Clinica» и «Cirugía y Cirujanos» (1922—1924). В более поздние годы в сферу его интересов входили криминальное право, политология, социология и экономическая история. В 1914 году он защитил в Парижском университете диссертацию доктора права по теме «Les Idées Politiques des Physiocrates» (политические идеи сторонников физиократии), которая вышла отдельной монографией с предисловием Максима Ковалевского.
Публиковался в юридических и социологических журналах, в том числе на русском языке, работы по медицинской антропологии выходили в журнале «Zeitschrift für Demographie und Statistik der Juden». Впервые опубликовал со своими комментариями эпистолярное наследие немецкого правоведа Рудольфа фон Иеринга.
В 1914—1918 годах служил добровольцем в фронтовых госпиталях французской армии на юге страны (в Альби, Кастре, Монпелье, Майне), был командирован с французской военной миссией в Петроград (май 1917 — апрель 1918 года), затем с экономической миссией во Владивосток (сентябрь 1918 — октябрь 1919 года), где представлял интересы Военного министерства Франции при Временном Сибирском Правительстве.
В 1900—1924 годах — председатель правления Тургеневской общественной библиотеки в Париже.
В 1919—1924 годах издавал терапевтический ежегодник «L'année thérapeutique» в издательстве Masson, куда входили его материалы для практикующих врачей.
Научные труды — в области патологической физиологии, семиотики и терапии внутренних болезней, болезни Микулича (доброкачественной гиперплазии слюнных и слёзных желёз), инфекционных и венерических заболеваний. Опубликовал около 180 статей на французском языке. Публиковался также на английском, немецком и испанском языках. В его переводах с французского языка вышло несколько книг. В 1905 году в статье «Une cinquieme maladie eruptive: le megalerytheme epidemique» описал течение и ввёл термин «пятая болезнь» для вызываемой парвовирусом 19 детской кожной сыпи erythema infectiosum (всего им были классифицированы шесть инфекционных кожных высыпаний у детей).
В сентябре 1922 года стал кавалером ордена Почётного легиона. Вместе с женой ставил спектакли, в том числе «Дядю Ваню» А. П. Чехова (исполнял роль Войницкого) в парижском театре «Vieux-Colombier». В 1920 году в зале Общества учёных прочёл цикл лекций на тему «Художественное творчество и наука». Член Общества друзей еврейской культуры, в 1923 году выступал на его собраниях. Председатель Общества русских врачей имени И. И. Мечникова в Париже. Вёл обзор научных сообщений в парижской газете «Звено».
Погиб в Париже 14 ноября 1924 года, будучи сбитым потерявшим управление такси при переходе улицы. Посмертно в парижском издательстве З. Гржебина вышла его книга «Проблемы криминологии и социальной психологии» (1927), куда вошли работы «Художественное творчество и наука», «Из области детской правовой психики», «Псевдоантропологические основы антисемитизма». Его именем были названы профессиональные трудовые курсы ОРТа.

## Семья
- Брат — Давид Исаевич Шейнис, демограф, юрист и социолог.
- Внук его сестры (стоматолога Софьи Исаевны Шейнис-Рыбаковой, 1870—1941) — лингвист Александр Жолковский[22].
- Племянница — Дебора (Павина) Семёновна Рыбакова (1904—1954), музыковед, кандидат искусствоведения (1942).
- Жена — Людмила Владимировна Шейнис (фр. Ludmila Cheinisse, урождённая Чехова, ?—1962), заведовала детским отделом Тургеневской библиотеки, в 1940—1960 годах была председателем правления библиотеки[13].

## Монографии
- Essai sur le rôle de la fièvre dans les maladies infectieuses d'après les conceptions modernes et anciennes. Montpellier: Imprimerie Gustave Firmin et Montane, 1896. — 96 p.
- Leon Cheinisse, Pierre Duhem. Recherches Sur l'Hydrodynamique (с Пьером Дюремом). Paris: Gauthier-Villars, 1903. — 160 p.
- Les Idées Politiques des Physiocrates. Avec une préf. de Maxime Kovalevsky, Paris: Arthur Rousseau, 1914. — 222 p.
- L'Année thérapeutique: médications et procédés nouveaux. Paris, 1919—1924.
- Les médicaments cardiaques (на испанском языке). Paris-Madrid: Masson et Cie, 1924. — 179 pág.
- Новости терапии / Леон Шейнис. Приложение к журналу «Врачебное дело». Харьков: Научная мысль, 1925. Часть I. — 61 с.; Часть II—III. — 83 с.
- Проблемы криминологии и социальной психологии. Сост. Л. В. Чехова-Шейнис. Париж: Издательство З. Гржебина, 1926. — 299 с.

## Публикации
- К вопросу о влиянии искусственного жаропонижения на течение заразной болезни (Contribution à la question de l'influence de l'apyrexie artificielle sur l'évolution de la maladie infectieuse). СПб: К. Л. Риккер, 1897. — 16 с.
- L'Évolution des doctrines médicales au XIXe siècle. Paris: Impr. de la «Semaine médicale», 1901. — 23 p.
- La Spondylite infectieuse. Paris: Impr. de la «Semaine médicale», 1903. — 16 p.
- Moustiques, etiologie et prophylaxie du paludisme et de la fievre jaune. Paris: Impr. de la «Semaine médicale», 1904. — 24 p.
- La Maladie de Mikulicz. Paris: Impr. de la «Semaine médicale», 1905. — 18 p.
- Le Cyanose entérogène. Paris: Impr. de la «Semaine médicale», 1905. — 16 p.
- La Pathologie des races et l'alcoolisme chez les Juifs (ранее публиковалось в журнале «Revue des idées»). Paris: 26, rue de Condé, 1909. — 19 p.

## Переводы с французского языка
- Шарль Жид. Основы политической экономии. СПб: Издание Ф. Павленкова, 1896. — 318 с.
- А. Пру, Ж. Баллэ. Гигиена неврастеника. СПб: Ф. Павленков, 1899. — 196 с.
- Этьен Гюйар. История мира. СПб: Ф. Павленков, 1900. — 295 с.

## Галерея
- Фотопортрет Л. И. Шейниса